# 大孔乡
大孔乡是中国陕西省渭南市蒲城县下辖的一个乡。

## 行政区划
大孔乡下辖以下行政区：
大孔村、赵坡村、晓光村、草原村、大西村、东场村、金光村、日光村、三胜村、玉丰村